# Bakour Ier d'Ibérie
Bakour Ier d'Ibérie (en géorgien : ბაკურ I, latinisé en Bacurius) est un roi d'Ibérie de la dynastie arsacide ayant régné de 234 à 249.

## Biographie
Bakour Ier est uniquement connu par la Chronique géorgienne qui indique seulement qu'il est le 21e roi d'Ibérie, fils de Watché et qu'il règne pendant 15 ans.